# Мечеть Гиштлик
Мечеть Гиштлик (узб. Gʻishtli masjid) — гузарная мечеть в городе Коканд. Название мечети — Гиштлик — означает кирпичная. Является образцом ферганского зодчества XX века, одной из самых молодых мечетей города. Уникальны перекрытия летней части мечети и орнамент входного портала.

## Городская структура Коканда
Под разными названиями город Коканд известен уже с X века как немаловажный торговый пункт на Шелковом пути, но несомненный расцвет древнего поселения приходится на XVIII век, когда город стал столицей Кокандского ханства. Коканд сохранил древнюю структуру, он и сейчас состоит из новой и старой частей. Новый город был застроен в XIX веке торговыми предприятиями, административными зданиями, банками, особняками промышленников, а в старой части города сохранились ханский дворец — Урда, памятники народной жилой архитектуры, мечети, медресе и мемориальные постройки — все XIX-начала XX века. Одна из интересных достопримечательностей Коканда начала XX века — это мечеть Гиштлик.

## Описание мечети
Местные мастера в начале XX века построили для прихожан своего квартала — гузара — мечеть из жженого кирпича, получившую название Гиштлик, или «кирпичная». Это симметричное здание с раскрытым на восток айваном и равным ему по площади залом (7,8 х 18,4 м).
Входной портал — дарвозахона мечети — по архитектуре и орнаменту составляет органичный ансамбль со всеми постройками. Трёхчастный портал имеет три входных стрельчатых проёма, с возвышающейся прямоугольной средней частью крупных пропорций. Четыре возвышающихся купольных шестигранных фонаря завершают вертикаль входного портала. Декор портала представляет мозаичный изразцовый крупный геометрический рисунок в сочетании с майоликовым нежным мелким орнаментом гирих, стрельчатые ниши украшены растительным рисунком. П-образное мозаичное оформление портала абровыми зигзагами очень напоминает ферганские ткани для верхней одежды — хан атлас.

## Интерьер мечети
Мечеть имеет зимнюю и летнюю части. На оси симметрии на западных стенах зимнего помещения и айвана находятся михрабы в форме стрельчатых углублений. Потолок летней части плоский, его поддерживают 12 граненых колонн, стоящих в два ряда. Он выложен из васса — реек в форме полуцилиндра — выпуклой стороной вниз. На конструкции мечети отчасти сказалось влияние русских инженеров, например, в здании использована система деревянных стропил с подвесным потолком без традиционных промежуточных опор.
Особую ценность представляет декоративная отделка мечети. Переход от стволов колонн к фигурным подбалкам осуществлен через плоские деревянные треугольники со сквозным ажурным орнаментом. Плафоны потолка покрыты тонко проработанными орнаментами с растительным мотивом с преобладанием красного и зеленого цвета. Лаконичный план и оригинальный декор ставят мечеть Гиштлик в ряд лучших памятников кокандской архитектуры. Здание после реставрации использовалось в качестве библиотеки. В настоящее время здесь действующая мечеть. Мечеть, будучи типичным культовым сооружением ферганского зодчества с ценными монументально-декоративными элементами, находится под государственной охраной.